# Ortel Książęcy Drugi
Ortel Książęcy Drugi es un pueblo ubicado en la gmina Biała Podlaska, distrito de Biała Podlaska, voivodato de Lublin, Polonia.

## Superficie
Cuenta con una superficie de 5,440 kilómetros cuadrados.

## Demografía
Hasta 2011 la población era de 184 habitantes, con una densidad de población de 33,82 habitantes por kilómetro cuadrado. Estaba conformada por 89 hombres (48,4%) y 95 mujeres (51,6%), según el censo de la Oficina Central de Estadística.